# Вишишт Сева
«Вишишт Сева» (хинди विशिष्ट सेवा पदक, англ. Vishisht Seva Medal, VSM, до 1967 года англ. Vishisht Seva Medal, Class III) — военная государственная награда Индии за «выдающиеся заслуги в мирное время» в Вооружённых силах. Вручается военнослужащим всех рангов, в том числе посмертно. Повторные награждения обозначаются планкой на ленте. Награждённые имеют право использовать аббревиатуру VSM после имени.

## История
Учреждена 26 января 1960 года как «англ. Vishisht Seva Medal, Class III» наряду с другими военными медалями: «Сайнья Сева», Sena (англ.), Нау Сена и Vayu Sena (англ.).
При учреждении особо отмечалось, что в индийских вооружённых силах медали и ленты, вручаемые за доблесть и выдающуюся службу, традиционно играли важную роль. Они служили не только символом признания заслуг, но и мощным инструментом укрепления морального духа личного состава, вдохновляя военнослужащих на новые достижения.
Особое значение эти награды приобрели в свете самоотверженной службы индийских военных в экстремальных условиях — при защите территорий Джамму и Кашмира, на Северо-Восточной пограничной территории, а также во время выполнения международных миссий по мандату ООН. Именно для поощрения таких заслуг правительство Индии учредило систему военных наград, включая медаль «Вишишт Сева».
Статут медали был уточнён 30 апреля 1962 года: награждения производятся президентом Индии, что раньше только подразумевалось. 27 января 1967 года переименована в текущее название без изменения дизайна. С 1980 года, после введения «Юдх Сева» (англ.) за заслуги в боевых операциях, вручается только за небоевые достижения.

## Критерии награждения
Медаль «Вишишт Сева» вручается военнослужащим Индийских Вооружённых Сил (включая армию, флот и ВВС) за выдающиеся заслуги в мирное время. Награждение производится указом Правительства Индии, обычно в День Республики (26 января) или День Независимости (15 августа).
Основные категории заслуг:
Организационные достижения
Успешное руководство ключевыми проектами, реформами или учреждениями в структуре вооружённых сил.
Разработка и внедрение новых систем управления, логистики или обучения.
Научно-технические инновации
Создание или модернизация военных технологий, способствующих повышению обороноспособности.
Значительный вклад в исследования в области оборонной науки.
Оперативная поддержка
Эффективная работа в штабах, учебных центрах или других небоевых структурах, напрямую влияющая на боеготовность. Участие в крупных учениях или миротворческих миссиях с выдающимися результатами.
Административная и медицинская служба
Заслуги в военной медицине, включая разработку методов лечения или эвакуации. Улучшение условий службы, быта или социального обеспечения военнослужащих.

### Особые условия
Посмертное награждение: разрешено, если военнослужащий погиб при исполнении обязанностей, связанных с заявленными заслугами.
Повторные награждения: каждое последующее награждение отмечается металлической планкой на ленте медали.
Ограничения: с 1980 года, после учреждения «Юдх Сева» (Yudh Seva Medal), «Вишишт Сева» вручается только за небоевые заслуги.
Награждённый имеет право использовать аббревиатуру VSM после имени.

### Процесс номинирования
Кандидатуры выдвигаются командованием подразделений, после чего проходят многоэтапное согласование в Министерстве обороны. Решение утверждается Президентом Индии.

## Описание медали
Форма: Круглая, диаметром 35 мм. В центре диска изображена пятиконечная звезда, по краю — название на хинди («विशिष्ट सेवा पदक»). На реверсе — Львиная капитель (государственный герб Индии).
Лента: Жёлтая с тремя тёмно-синими полосами (по 2 мм), делящими её на четыре равные части.
Подвеска: Прямоугольная колодка с гравировкой.